# Daintree River
La Daintree River est un fleuve long de 140 km situé dans le nord du Queensland en Australie.
Il prend sa source à 1 100 m d'altitude dans le parc national de Daintree classé au patrimoine mondial de l'humanité et va se jeter dans l'océan Pacifique